# Rascheid

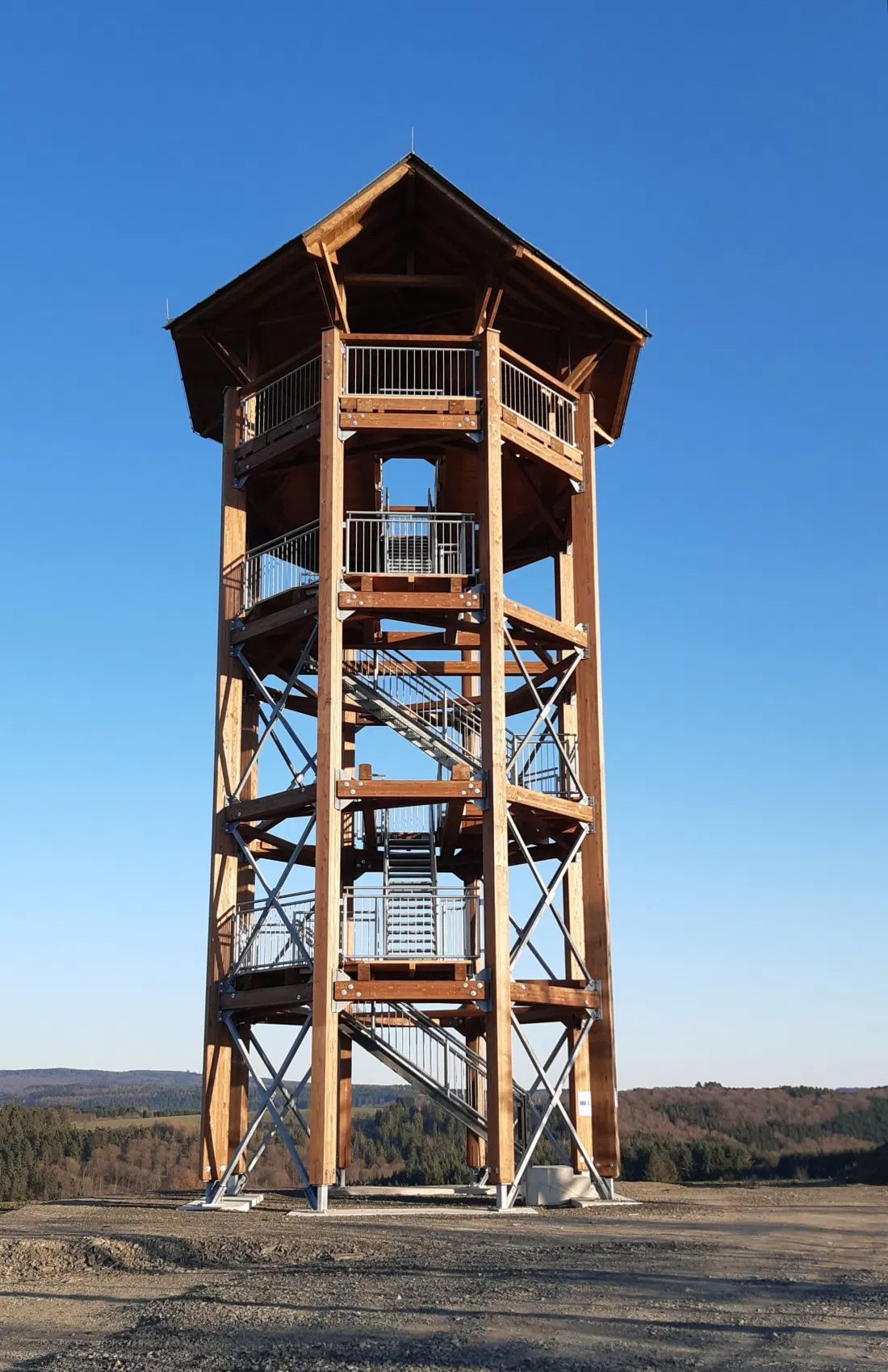
Aussichtsturm Nationalparkblick

Rascheid ist eine Ortsgemeinde im Landkreis Trier-Saarburg in Rheinland-Pfalz. Sie gehört der Verbandsgemeinde Hermeskeil an.

## Geographie
Zu Rascheid gehören auch die Wohnplätze Bahnhof Rascheid und Rauschmühle.

## Geschichte
Nach einer Urkunde von 980 haben Dorf und Kirche zum Stift St. Paulin in Trier gehört. Im Mittelalter kamen Ort und Kirche an die Herrschaft Neumagen, im 15. Jahrhundert an die Vögte von Hunolstein, später an die Grafen von Sayn-Wittgenstein.
Statistik zur Einwohnerentwicklung
Die Entwicklung der Einwohnerzahl von Rascheid, die Werte von 1871 bis 1987 beruhen auf Volkszählungen:
| Jahr | Einwohner |
| ---- | --------- |
| 1815 | 263       |
| 1835 | 361       |
| 1871 | 388       |
| 1905 | 443       |
| 1939 | 513       |
| 1950 | 494       |

| Jahr | Einwohner |
| ---- | --------- |
| 1961 | 499       |
| 1970 | 545       |
| 1987 | 534       |
| 2005 | 542       |
| 2011 | 472       |
| 2017 | 468       |

## Politik

### Gemeinderat
Der Ortsgemeinderat in Rascheid besteht aus acht Ratsmitgliedern, die bei der Kommunalwahl am 9. Juni 2024 in einer Mehrheitswahl gewählt wurden, und dem ehrenamtlichen Ortsbürgermeister als Vorsitzendem.

### Bürgermeister
Andreas Ludwig wurde 2001 Ortsbürgermeister von Rascheid.  Bei der Direktwahl am 26. Mai 2019 wurde er mit einem Stimmenanteil von 88,45 % und am 9. Juni 2024 als einziger Bewerber mit 87,4 % jeweils für weitere fünf Jahre in seinem Amt bestätigt.

### Wappen
| Wappen von Rascheid | Blasonierung: „Schild geteilt, unten in Gold ein grüner aus drei Wurzeln kommender und in drei Ästen endender, kreuzförmiger Baum, oben von Silber und Blau dreimal geteilt.“ |
| Wappen von Rascheid | |

## Sehenswürdigkeiten
- Aussichtsturm Nationalparkblick beim Sportplatz an der Königsfeldschleife. Der achteckige Holzturm ist 17,7 m hoch und wurde 2019 errichtet.[8] Er ist baugleich mit dem Aussichtsturm Löhnberg in Hessen.

Siehe auch: Liste der Kulturdenkmäler in Rascheid

## Wirtschaft und Verkehr
Bis 1982 besaß Rascheid einen 1,5 km weit entfernten Bahnhof an der Hunsrückquerbahn. Über das Tal des Rasbaches führte das Rascheider/Geisfelder Viadukt. 
Heute fahren Busse von Hermeskeil aus nach Rascheid im Verkehrsverbund Region Trier.
Der  Windpark Hinzert-Pölert-Rascheid-Reinsfeld an der Bundesautobahn 1 besteht aus 18 Windenergieanlagen, davon 6 auf der Gemarkung von Rascheid.

## Persönlichkeiten
- Heinrich Alt (* 1950), weiland Mitglied im Vorstand der Bundesagentur für Arbeit